# Психотрия
Психо́трия (лат. Psychótria), или Биляр — пантропический род растений семейства Мареновые (Rubiaceae). Представители рода — кустарники или небольшие деревья, произрастающие в подлеске тропических лесов.
Род насчитывает более 1600 видов, является крупнейшим в своём семействе и третьим среди покрытосеменных растений, уступая только родам Астрагал (Astragalus) семейства Бобовые (Fabaceae) и Бульбофиллюм (Bulbophyllum) семейства Орхидные (Orchidaceae).
Виды рода Психотрия опыляются преимущественно пчёлами.
Многие виды содержат алкалоиды. В частности, психотрия зелёная (Psychotria viridis) содержат галлюциноген ДМТ и используется индейскими племенами Амазонии для приготовления отвара аяуаски.
Многие виды психотрии стали редкими или почти вымерли из-за интенсивной вырубки лесов Южной Америки и тихоокеанских островов.

## Таксономия
Psychotria L., 1759, Systema Naturae, ed. 10, 2: 929, nom. cons.
|  |                                                                              |                          |                          |                          |                                                                                   |                          |                          |                          |                                                                         |                          |                          |  | |  |  |  |
|  | отдел Цветковые, или Покрытосеменные (классификация согласно Системе APG II) |                          |                          |                          |                                                                                   |                          |                          |                          |                                                                         |                          |                          |  | |  |  |  |
|  |                                                                              |                          |                          |                          |                                                                                   |                          |                          |                          |                                                                         |                          |                          |  | |  |  |  |
|  | порядок Горечавкоцветные                                                     | порядок Горечавкоцветные | порядок Горечавкоцветные | порядок Горечавкоцветные | порядок Горечавкоцветные                                                          | порядок Горечавкоцветные | порядок Горечавкоцветные | порядок Горечавкоцветные | порядок Горечавкоцветные                                                | порядок Горечавкоцветные | порядок Горечавкоцветные |  | ещё 44 порядка цветковых растений, из которых к горечавкоцветным наиболее близки порядки Гарриецветные, Паслёноцветные и Ясноткоцветные |  |  |  |
|  |                                                                              |                          |                          |                          |                                                                                   |                          |                          |                          |                                                                         |                          |                          |  | ещё 44 порядка цветковых растений, из которых к горечавкоцветным наиболее близки порядки Гарриецветные, Паслёноцветные и Ясноткоцветные |  |  |  |
|  | семейство Мареновые                                                          | семейство Мареновые      | семейство Мареновые      | семейство Мареновые      | семейство Мареновые                                                               | семейство Мареновые      | семейство Мареновые      |                          | ещё четыре семейства: Горечавковые, Кутровые, Логаниевые и Гельземиевые |                          |                          |  | ещё 44 порядка цветковых растений, из которых к горечавкоцветным наиболее близки порядки Гарриецветные, Паслёноцветные и Ясноткоцветные |  |  |  |
|  |                                                                              |                          |                          |                          |                                                                                   |                          |                          |                          | ещё четыре семейства: Горечавковые, Кутровые, Логаниевые и Гельземиевые |                          |                          |  | ещё 44 порядка цветковых растений, из которых к горечавкоцветным наиболее близки порядки Гарриецветные, Паслёноцветные и Ясноткоцветные |  |  |  |
|  | род Психотрия                                                                | род Психотрия            | род Психотрия            |                          | ещё 610 родов, в том числе Алибертия, Вангерия, Гардения, Кофейное дерево, Рандия |                          |                          |                          | ещё четыре семейства: Горечавковые, Кутровые, Логаниевые и Гельземиевые |                          |                          |  | ещё 44 порядка цветковых растений, из которых к горечавкоцветным наиболее близки порядки Гарриецветные, Паслёноцветные и Ясноткоцветные |  |  |  |
|  |                                                                              |                          |                          |                          | ещё 610 родов, в том числе Алибертия, Вангерия, Гардения, Кофейное дерево, Рандия |                          |                          |                          | ещё четыре семейства: Горечавковые, Кутровые, Логаниевые и Гельземиевые |                          |                          |  | ещё 44 порядка цветковых растений, из которых к горечавкоцветным наиболее близки порядки Гарриецветные, Паслёноцветные и Ясноткоцветные |  |  |  |
|  | более 1600 видов                                                             |                          |                          |                          | ещё 610 родов, в том числе Алибертия, Вангерия, Гардения, Кофейное дерево, Рандия |                          |                          |                          | ещё четыре семейства: Горечавковые, Кутровые, Логаниевые и Гельземиевые |                          |                          |  | ещё 44 порядка цветковых растений, из которых к горечавкоцветным наиболее близки порядки Гарриецветные, Паслёноцветные и Ясноткоцветные |  |  |  |
|  |                                                                              |                          |                          |                          | ещё 610 родов, в том числе Алибертия, Вангерия, Гардения, Кофейное дерево, Рандия |                          |                          |                          | ещё четыре семейства: Горечавковые, Кутровые, Логаниевые и Гельземиевые |                          |                          |  | ещё 44 порядка цветковых растений, из которых к горечавкоцветным наиболее близки порядки Гарриецветные, Паслёноцветные и Ясноткоцветные |  |  |  |
|  |                                                                              |                          |                          |                          |                                                                                   |                          |                          |                          | ещё четыре семейства: Горечавковые, Кутровые, Логаниевые и Гельземиевые |                          |                          |  | ещё 44 порядка цветковых растений, из которых к горечавкоцветным наиболее близки порядки Гарриецветные, Паслёноцветные и Ясноткоцветные |  |  |  |
|  |                                                                              |                          |                          |                          |                                                                                   |                          |                          |                          |                                                                         |                          |                          |  | ещё 44 порядка цветковых растений, из которых к горечавкоцветным наиболее близки порядки Гарриецветные, Паслёноцветные и Ясноткоцветные |  |  |  |
|  |                                                                              |                          |                          |                          |                                                                                   |                          |                          |                          |                                                                         |                          |                          |  | |  |  |  |
|  |                                                                              |                          |                          |                          |                                                                                   |                          |                          |                          |                                                                         |                          |                          |  | |  |  |  |

### Синонимы

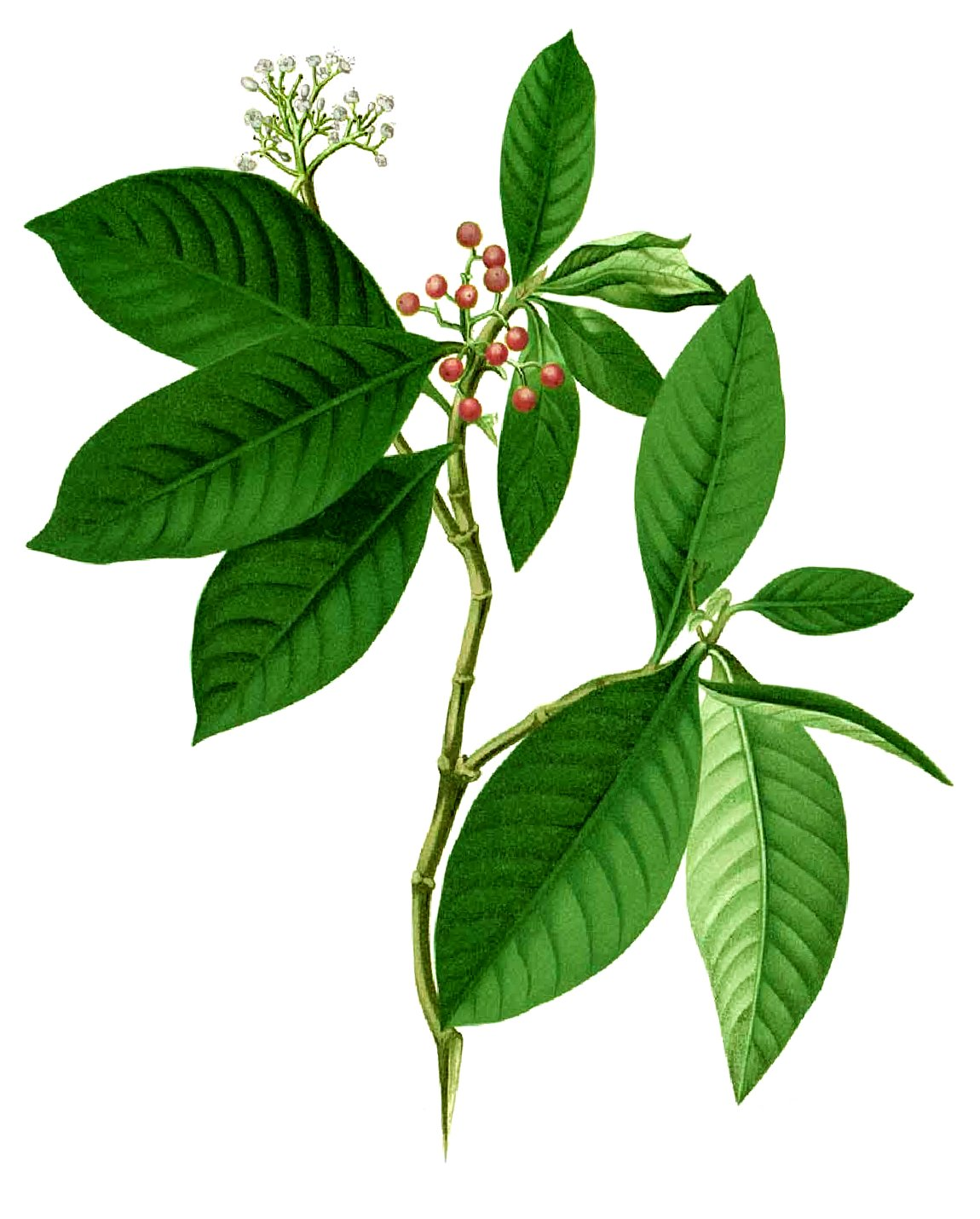

- Antherura Lour.
- Apomuria Bremek.
- Aucubaephyllum Ahlb.
- Callicocca Schreb.
- Calycodendron A.C.Sm.
- Camptopus Hook.f.
- Cephaleis Vahl, orth. var.
- Chesnea Scop.
- Delpechia Montrouz.
- Douarrea Montrouz.
- Dychotria Raf.
- Eumachia DC.
- Eumorphanthus A.C.Sm.
- Eurhotia Neck., nom. inval.
- Evea Aubl.
- Furcatella Baum.-Bod., nom. inval.
- Galvania Vand.
- Gamatopea Bremek.
- Gloneria André
- Grumilea Gaertn.
- Grundlea Steud., orth. var.
- Grunilea Poir., orth. var.
- Ipecacuahna Arruda
- Mapouria Aubl.
- Megalopus K.Schum.
- Myrstiphylla Raf.
- Myrstiphyllum P.Browne
- Neoschimpera Hemsl.
- Nettlera Raf.
- Pleureia Raf.
- Polyozus Lour.
- Psychotrophum P.Browne
- Ronabia St.-Lag., orth. var.
- Stellix Noronha
- Straussia A.Gray
- Suteria DC.
- Tapogomea Aubl.
- Trevirania Heynh.
- Uragoga Baill.
- Viscoides Jacq.
- Zwaardekronia Korth.

## Виды
Общее количество видов превышает 1600.
Некоторые виды:
- Psychotria acutiflora DC.
- Psychotria adamsonii Fosberg
- Psychotria asiatica L. typus[1]
- Psychotria capensis (Eckl.) Vatke
- Psychotria elata (Sw.) Hammel
- Psychotria elliptica (Kunth) Humb. & Bonpl. ex Schult. in J.J.Roemer & J.A.Schultes
- Psychotria erratica Hook.f.
- Psychotria hoffmannseggiana (Schult.) Müll.Arg.
- Psychotria luconiensis (Cham. & Schltdl.) Fern.-Vill.
- Psychotria mariniana (Cham. & Schlechtend.) Fosberg
- Psychotria muscosa (Jacq.) Steyerm.
- Psychotria nervosa Sw.
- Psychotria nuda (Cham. & Schltdl.) Wawra
- Psychotria poeppigiana Müll.Arg.
- Psychotria punctata Vatke
- Psychotria rubra (Lour.) Poir.
- Psychotria ruelliifolia (Cham. & Schltdl.) Müll.Arg.
- Psychotria serpens L.
- Psychotria tacpo (Blanco) Rolfe
- Psychotria viridis Ruiz & Pav.